# Les Femmes savantes
Les Femmes savantes est une comédie de caractère de Molière, en cinq actes et en vers, créée le 11 mars 1672 par la Troupe du Roy au Palais-Royal à Paris.

## Résumé

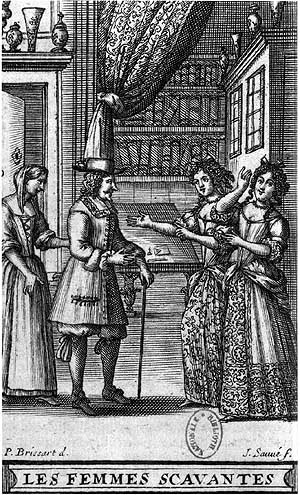
Frontispice de l'édition de 1682.

Philaminte, Bélise (sa belle-sœur) et Armande (fille aînée de Philaminte) sont sous l'emprise d'un faux savant, Trissotin, qui les subjugue de ses poèmes et savoirs pédants mais s'intéresse plus à l'argent de la famille qu'à l'érudition des trois femmes.
Cette situation désole le reste de la famille, à savoir le père (Chrysale), son frère (Ariste) et la cadette des filles (Henriette) ; mais ces derniers ne s'opposent pas frontalement aux chimères des autres femmes de la famille.
Pendant longtemps, Clitandre a courtisé Armande, sœur d'Henriette, mais elle s'est toujours refusée à lui, lui préférant « les beaux feux de la philosophie ». Clitandre est alors tombé amoureux d'Henriette, et tous deux envisagent de se marier.
Dans ce but, ils vont devoir obtenir le soutien de la famille. Chrysale et Ariste sont favorables au mariage, mais les trois « femmes savantes », s'y opposent. Philaminte veut qu'Henriette épouse Trissotin, pour asseoir son alliance avec la science et la philosophie. Armande, toutefois, exprime une certaine jalousie à voir sa sœur convoler avec son ancien soupirant.
Chrysale ne veut pas s'opposer fermement aux volontés de son épouse, et il semble que le mariage d'Henriette et Clitandre soit compromis, à l'avantage de Trissotin. Les deux amants tentent alors de s'opposer au philosophe mais aucun ne réussit, jusqu'à ce qu'Ariste parvienne à déjouer la duplicité de Trissotin ; Henriette peut alors se marier avec Clitandre.

## Les personnages
- Chrysale, le père. Il se prétend le maître de la maison et affirme que les femmes ne doivent s'occuper de rien d'autre que des tâches ménagères ; cependant, il a du mal à contredire sa femme quand celle-ci prend ses décisions.
- Philaminte, la mère. C'est elle qui dirige la petite « académie » et qui a découvert Trissotin. Parce que celui-ci flatte son orgueil, elle le considère comme un grand savant au point qu'elle pense réellement qu'il peut faire un bon parti pour sa fille. Elle milite également pour la « libération » des femmes et s'attache à diriger la maisonnée, même si c'est en dépit du bon sens.
- Armande, la fille aînée. Autrefois courtisée par Clitandre, elle l'a rejeté et celui-ci est alors tombé amoureux de sa sœur Henriette. Elle prétend que cela la laisse indifférente, mais en fait, elle est jalouse de sa sœur et n'a qu'un but : empêcher les deux amoureux de se marier.
- Henriette, la fille cadette. C'est la seule femme de la famille qui ne fasse pas partie des « femmes savantes » : à leur galimatias pédant, elle préfère les sentiments qui la lient à Clitandre.
- Bélise, la tante. Sœur de Chrysale, c'est une vieille fille, et l'on devine que c'est en partie par dépit qu'elle a rejoint les « femmes savantes ». Elle se croit cependant irrésistible et s'invente des soupirants ; elle s'imagine en particulier que Clitandre est amoureux d'elle et qu'Henriette n'est qu'un prétexte.
- Ariste, l'oncle. Frère de Chrysale, il n'accepte pas de voir celui-ci se laisser mener par le bout du nez par sa femme, et apporte son soutien à Clitandre et Henriette.
- Trissotin, un pédant (« trois fois sot »). Bien qu'il se vante d'être un grand connaisseur en lettres et en sciences, il est tout juste bon à faire des vers que seules Philaminte, Bélise et Armande apprécient. S'il s'intéresse aux femmes savantes, c'est semble-t-il davantage pour leur argent que pour leur érudition. Ce personnage est inspiré de l'abbé Charles Cotin, dans les œuvres duquel Molière est allé chercher les poèmes que lit le personnage à la scène 2 de l'acte III.
- Vadius, un pédant comme Trissotin. Il est tour à tour son camarade et son rival. Sa querelle avec Trissotin sur leurs poèmes respectifs met en relief la petitesse d'esprit de ce dernier. Ce personnage est inspiré du grammairien Gilles Ménage. Une telle dispute est d'ailleurs réellement arrivée entre Charles Cotin et Gilles Ménage à l'époque de l'écriture de la pièce[1].
- Clitandre, le soupirant d'Henriette. Autrefois amoureux d'Armande, il fut éconduit par celle-ci.
- Martine, la servante. Au début de la pièce, elle est renvoyée par Philaminte pour avoir parlé en dépit des règles de la grammaire. Elle revient à la fin pour défendre les arguments de Clitandre et d'Henriette.
- Le notaire, chargé du mariage.

| Acteurs ayant créé les rôles  |                      |
| Personnage                    | Acteur               |
| Chrysale, bourgeois           | Molière              |
| Philaminte, femme de Chrysale | André Hubert         |
| Armande, fille de Chrysale    | Mlle Molière         |
| Henriette, fille de Chrysale  | Mlle de Brie         |
| Ariste, frère de Chrysale     | Du Croisy            |
| Bélise, sœur de Chrysale      | Mlle Hervé           |
| Clitandre, amant d'Henriette  | La Grange            |
| Trissotin, bel esprit         | De Brie              |
| Vadius, savant                | Beauval              |
| Martine, servante             | Mademoiselle Beauval |

## Structure de l'œuvre

### Acte I
- Scène 1

Henriette annonce à Armande son intention d'épouser Clitandre. Armande, après avoir fait part du dégoût que lui inspire le mariage, la met en garde : Clitandre a été son soupirant et il est possible qu'il l'aime encore.
- Scène 2

Clitandre intervient : la froideur d'Armande a éteint son amour pour elle et il n'aspire plus qu'à épouser Henriette. Cette dernière répond à son amour et lui enjoint de demander sa main.
- Scène 3

Armande s'est retirée de dépit et Henriette conseille à Clitandre de gagner sa mère à leur cause, vu que c'est elle qui dirige la maisonnée. Clitandre sait qu'il devrait la flatter, mais il trouve leurs « études » futiles et ne peut le cacher.
- Scène 4

Clitandre rencontre Bélise et tente de lui parler, mais elle s'imagine qu'il lui fait une déclaration d'amour indirecte et ne l'écoute presque pas.

### Acte II
- Scène 1

Ariste fait un court monologue pour dire qu'il soutient Clitandre.
- Scène 2

Arrivée de Chrysale sur scène. Ariste tente de lui dire les projets de Clitandre et Henriette mais Chrysale ne l'écoute pas et raconte leur jeunesse.
- Scène 3

Ariste en vient à la demande en mariage de Clitandre pour Henriette, mais Bélise intervient pour leur dire qu'ils se trompent et que c'est elle que Clitandre aime ; Ariste n'est pas dupe et Chrysale rappelle qu'elle s'est déjà inventé des soupirants.
- Scène 4

Après le départ de Bélise, ils reviennent à la demande en mariage, que Chrysale approuve ; quand Ariste lui conseille d'en parler à sa femme, il réplique qu'elle n'a rien à dire là-dessus et qu'il est le maître de la maison.
- Scène 5

La vraie situation du ménage se dévoile quand Martine annonce à Chrysale que Philaminte la chasse.
- Scène 6

Accompagnée de Bélise, Philaminte pourchasse Martine, et motive le renvoi de la servante par son mauvais vocabulaire et sa grammaire incorrecte, ce qui est pire à ses yeux que de casser ou de dérober quelque chose.
- Scène 7

Au cours d'une discussion, Chrysale éclate de colère et reproche à Philaminte de négliger le bon sens au profit de ses études et de son admiration pour Trissotin.
- Scène 8

Le débat se prolonge jusqu'à ce qu'en entendant parler du mariage d'Henriette, Philaminte annonce qu'elle lui a choisi Trissotin pour époux, ce à quoi Chrysale ne sait que répondre.
- Scène 9

Quand Ariste reparaît, Chrysale lui avoue sa faiblesse mais prend la résolution de ne plus se laisser dominer par son épouse.

### Acte III
- Scène 1

Apparition de Trissotin et de sa « cour » de femmes savantes.
- Scène 2

Henriette apparaît au début de la scène et veut s'écarter, mais Philaminte la retient tandis que Trissotin entame la lecture de ses poèmes ; les femmes savantes font ensuite la description de leur future « académie ».
- Scène 3

On voit apparaître Vadius ; après un temps de compliments mutuels, Vadius critique le sonnet de Trissotin, ce qui provoque une querelle entre eux. Finalement, Vadius jure de se venger.
- Scène 4

Philaminte annonce à Henriette son intention de la marier à Trissotin.
- Scène 5

Armande complimente Henriette, tout en lui rappelant qu'elle doit obéir à sa mère.
- Scène 6

Chrysale reparaît et ordonne à Henriette d'accepter Clitandre pour époux, ce qu'elle fait immédiatement. Seule Armande ne se réjouit pas de cette situation.

### Acte IV
- Scène 1

Armande rapporte à Philaminte la scène précédente. Elle en profite pour critiquer Clitandre.
- Scène 2

Clitandre apparaît et demande à Armande pourquoi elle le déteste tant. Elle lui reproche de s'être intéressé à Henriette alors qu'elle aurait voulu qu'il continue de l'aimer platoniquement. Clitandre affirme que ce n'est pas tant lui qui est allé s'intéresser à Henriette qu'Armande qui l'a repoussé de sa froideur. Philaminte conclut en rappelant que de toute façon, Henriette est promise à Trissotin.
- Scène 3

Au bout d'un moment, Clitandre et Trissotin se livrent à une joute verbale sur les mérites de la science.
- Scène 4

Julien, valet de Vadius, apporte à Philaminte une lettre de son maître dans laquelle ce dernier lui affirme que Trissotin n'en veut qu'à ses richesses, et les œuvres d'Horace, Virgile, Térence et Catulle, dans lesquelles Vadius a noté en marge tous les endroits pillés par son rival. Mais elle décide de faire venir le notaire pour conclure immédiatement le mariage d'Henriette et de Trissotin.
- Scène 5

Averti des projets de Philaminte, Chrysale décide de contrecarrer les plans de son épouse.

### Acte V
- Scène 1

Henriette rencontre Trissotin en privé et lui demande de renoncer au mariage ; mais Trissotin s'entête, prétextant qu'il est fou amoureux d'elle.
- Scène 2

Chrysale arrive accompagné de Martine, et réaffirme sa volonté d'être le maître de la maison tout en demandant à être soutenu.
- Scène 3

Philaminte et les femmes savantes font venir le notaire ; Chrysale et Philaminte nomment chacun un époux différent pour Henriette, et Martine défend le choix de Chrysale.
- Scène 4

Le coup de théâtre final est donné par Ariste : il annonce à Philaminte qu'elle a perdu un important procès et qu'elle est condamnée à payer une forte amende, et que Chrysale, lui aussi, est ruiné. Apprenant cela, Trissotin déclare renoncer au mariage, alléguant que les refus l'ont lassé. Il apparaît alors clairement que son seul objectif était la dot d'Henriette et Philaminte comprend alors la vraie nature du personnage. Enfin, Ariste révèle qu'il a menti pour amener Trissotin à se trahir. Le mariage de Clitandre et Henriette est conclu.

## Thèmes et interprétation
(mai 2024).
- Si vous ne connaissez pas le sujet, laissez ce bandeau (vous pouvez alors contacter les auteurs).
- Si vous supprimez le contenu mis en cause (vous pouvez préalablement contacter les auteurs),

argumentez précisément cette suppression dans la page de discussion
(un manque de référence n'est pas un argument ; une recherche réelle de référence doit avoir été effectuée, être formellement documentée).
Bien que la pièce ne traite qu'en partie de l'éducation des femmes, son interprétation a longtemps été réduite à ce seul sujet. Elle a souvent été citée en exemple, notamment au XIXe siècle, pour démontrer qu'il est inutile, voire dangereux, de trop éduquer les filles.
Cette opinion est effectivement émise dans la pièce, mais elle ne résume pas toute sa thématique. Molière la place d'ailleurs dans la bouche de Chrysale, qui, tout en affirmant que les femmes doivent faire la couture et la cuisine et se taire, se montre au début incapable de résister à sa femme lorsqu'elle renvoie Martine et annonce son intention de marier Henriette à Trissotin.

Quant aux « femmes savantes », elles ne sont pas grotesques parce qu'elles veulent s'instruire, mais parce qu'elles croient s'instruire et ne font que fréquenter des pédants sans talent. Chrysale dit ainsi à Bélise dans la scène 7 de l'acte II (v. 549-550) : 

« Si vous songez à nourrir votre esprit,
C'est de viande bien creuse, à ce que chacun dit. »

 De son côté, Henriette, qui se vante à plusieurs reprises d'être bête ou sans instruction, connaît depuis longtemps la vraie valeur de Trissotin que ses « savantes » consœurs idolâtrent.

## Citations
- « Je consens qu'une femme ait des clartés de tout,

Mais je ne lui veux point la passion choquante
De se rendre savante afin d'être savante ;
Et j'aime que souvent aux questions qu'on fait,
Elle sache ignorer les choses qu'elle sait ;
De son étude enfin je veux qu'elle se cache,
Et qu'elle ait du savoir sans vouloir qu'on le sache,
Sans citer les auteurs, sans dire de grands mots,
Et clouer de l'esprit à ses moindres propos. » (Clitandre, acte Ier, scène 3)
- « Un amant fait sa cour où s'attache son cœur,

Il veut de tout le monde y gagner la faveur ;
Et, pour n'avoir personne à sa flamme contraire,
Jusqu'au chien du logis il s'efforce de plaire. » (Henriette, acte Ier, scène 3)
- « Qui veut noyer son chien, l'accuse de la rage,

Et service d'autrui n'est pas un héritage. » (Martine, acte II, scène 5)
- « Quand on se fait entendre, on parle toujours bien. » (Martine, acte II, scène 6)
- « Veux-tu toute ta vie offenser la grammaire[4] ?

— Qui parle d'offenser grand'mère ni grand'père ? » (dialogue entre Martine et Bélise, acte II, scène 6)
- « Je vis de bonne soupe, et non de beau langage.

Vaugelas n'apprend point à bien faire un potage,
Et Malherbe et Balzac, si savants en beaux mots,
En cuisine peut-être auraient été des sots. » (Chrysale, acte II, scène 7)
- « Nous serons par nos lois les juges des ouvrages.

Par nos lois, prose et vers, tout nous sera soumis.
Nul n'aura de l'esprit, hors nous et nos amis.
Nous chercherons partout à trouver à redire,
Et ne verrons que nous qui sache bien écrire. » (Armande, acte III, scène 2)
- « Il nous faut obéir, ma sœur, à nos parents,

Un père a sur nos vœux une entière puissance. » (Henriette, acte III, scène 5)
- « J'ai cru jusques ici que c'était l'ignorance

Qui faisait les grands sots, et non pas la science.
— Vous avez cru fort mal, et je vous suis garant,
Qu'un sot savant est sot plus qu'un sot ignorant. » (dialogue entre Clitandre et Trissotin, acte IV, scène 3)
- « Cette amoureuse ardeur qui dans les cœurs s'excite,

N'est point, comme l'on sait, un effet du mérite :
Le caprice y prend part, et quand quelqu'un nous plaît,
Souvent nous avons peine à dire pourquoi c'est. » (Henriette, acte V, scène 1)
- « Voici l'homme qui meurt du désir de vous voir.

En vous le produisant, je ne crains point le blâme
D'avoir admis chez vous un profane, Madame :
Il peut tenir son coin parmi de beaux esprits. » (Trissotin, acte III, scène 3)